# Козьма III Александрійський
Козьма III Александрійський (... – XVIII століття), греко-православний Папа і Патріарх Александрійський і всієї Африки з 1736 по 1746 роки.
Був митрополитом Пісідійським.  Вселенський Константинопольський патріархат обрав його на Александрійську кафедру. 